# أفيس هيلمانيس
أفيس هيلمانيس (باللاتفية: Uvis Helmanis)‏ مواليد 10 يونيو 1972 في تالسي، الجمهورية اللاتفية السوفيتية الاشتراكية، هو مدرب كرة سلة لاتفي ولاعب سابق. بدأ مسيرته الاحترافية في سنة 1992. يدرب في دوري لاتفيا لكرة السلة. يبلغ طوله 6 قدم 8.5 بوصة (2.0 م). اعتزل اللعب في 2010.

## المسيرة الاحترافية
لعب مع شلوسك فروتسلاو في سنة 2001، ثم لعب مع باير جاينتز ليفركوزن في موسم 2001–2002، ثم لعب مع بروس باسكتس في الدوري الألماني من سنة 2002 إلى 2006، ثم لعب مع نادي فينتسبيلس لكرة السلة من سنة 2006 إلى 2008.

## روابط خارجية
- أفيس هيلمانيس على موقع الاتحاد الدولي لكرة السلة (الإنجليزية)
- أفيس هيلمانيس على موقع الدوري الأوروبي لكرة السلة (الإنجليزية)
- أفيس هيلمانيس على موقع كرة السلة الأوروبية.كوم (الإنجليزية)
- أفيس هيلمانيس على موقع ريلجم (الإنجليزية)
- أفيس هيلمانيس على موقع بروبوليرز (الإنجليزية)
- أفيس هيلمانيس على موقع سبورتس رفرنس (الإنجليزية)